# Paraplatyptilia sahlbergi
Paraplatyptilia sahlbergi is een vlinder uit de familie vedermotten (Pterophoridae). De wetenschappelijke naam is voor het eerst geldig gepubliceerd in 1906 door Poppius.
De soort komt voor in Europa.